# Parafia Przemienienia Pańskiego w Żarnówce

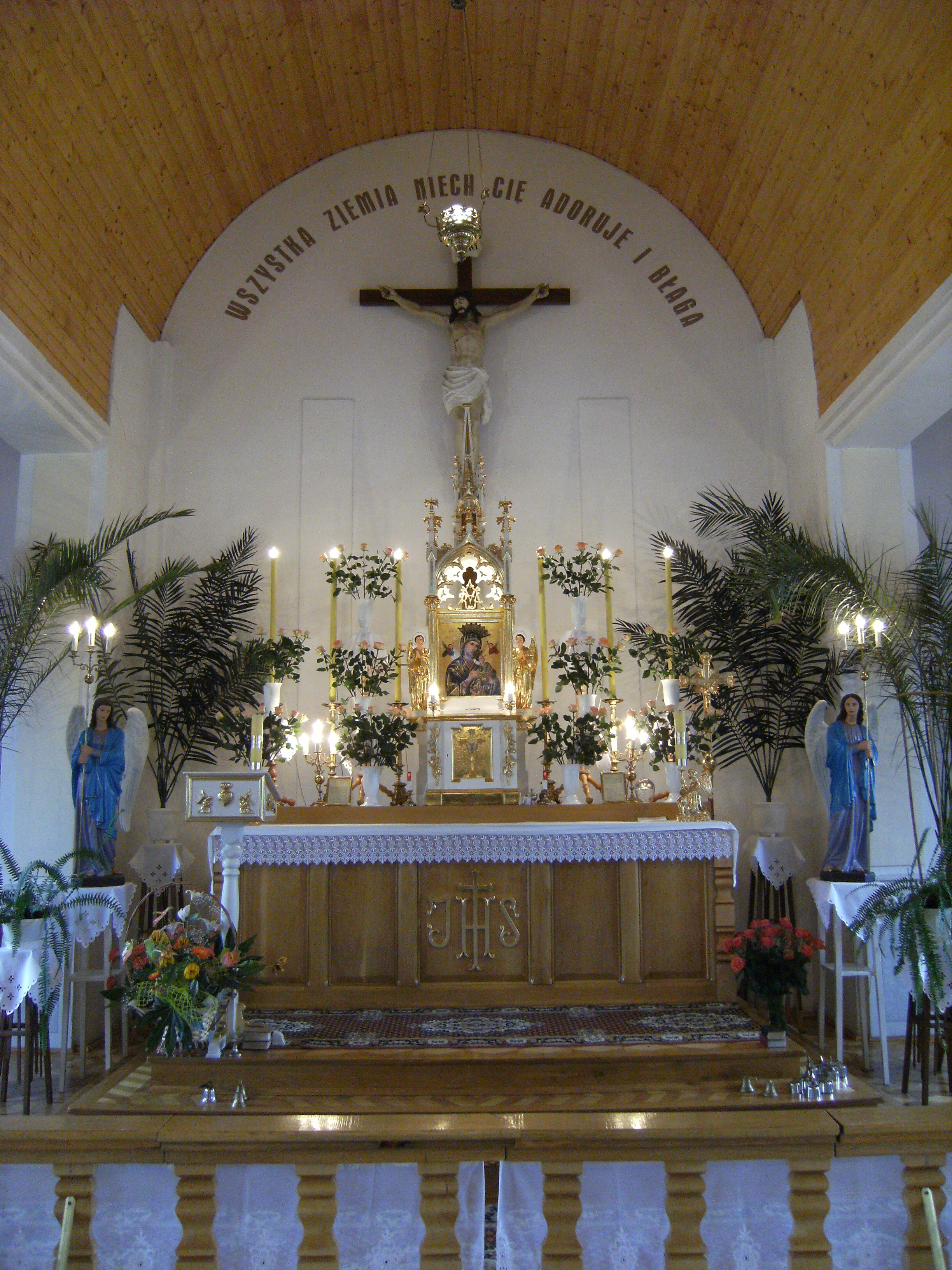
Ołtarz w kościele parafialnym

Parafia Przemienienia Pańskiego w Żarnówce – mariawicka parafia diecezji lubelsko-podlaskiej, Kościoła Starokatolickiego Mariawitów w RP.
Siedziba parafii oraz kościół parafialny znajduje się w Żarnówce, w gminie Grębków, w powiecie węgrowskim w województwie mazowieckim. Parafia posiada własny cmentarz grzebalny. Proboszczem parafii jest kapł. Tadeusz Maria Ładysław Ratajczyk.

## Historia[1]
Parafia Kościoła Starokatolickiego Mariawitów w Żarnówce powstała jako szósta parafia mariawicka na ziemiach polskich. Wyłoniła się ona z parafii rzymskokatolickiej w Grębkowie, gdzie tamtejsi duchowni: ks. Michał Mystkowski i ks. Henryk Ciemniewski, którzy z wielu względów nie wypełniali należycie swoich obowiązków, nie cieszyli się najlepszą opinią wśród wiernych. Parafianie wielokrotnie prosili biskupów o zmiany, ale bez rezultatów. Ludność miejscowa zaczęła uczęszczać na nabożeństwa do parafii mariawickiej Przenajświętszej Trójcy w Wiśniewie. 
10 lutego 1906 parafianie zawiadomili biskupa Jaczewskiego, że przechodzą pod kierunek księży mariawitów. Do parafii w Grębkowie przybył wtedy ksiądz mariawita Józef Szymanowski, następnie parafię obsługiwał ks. Adam Furmanik (mariawita). W 1906 po pogromach mariawitów i prześladowaniach które wciąż trwały, życie liturgiczne przeniosło się z Grębkowa do Żarnówki. W domu Feliksa Boruca odprawiano nabożeństwa regularne nabożeństwa, a dwa miesiące później we wsi stał już drewniany kościół. W 1963 rozpoczęto budowę nowego murowanego kościoła, która zakończyła się dopiero w 1980. 4 października 2003 pożar kościoła zniszczył praktycznie cały budynek i trzeba było dokonać całkowitej jego odbudowy. Uroczystość poświęcenia nowego kościoła odbyła się 9 października 2004. 
Na terenie dzisiejszej parafii mariawickiej w Żarnówce istniała także parafia w Czerwonce, która powstała w 1906. Pobudowano tam drewniany kościół, którego proboszczem był kapł. Franciszek Maria Anioł Miazga. Kościół spalił się w czasie II wojny światowej i od tamtej pory ludzie dojeżdżają do pobliskiej Żarnówki. W 2012 w Czerwonce mieszkała jedna rodzina mariawicka.

### Proboszczowie parafii
- 1906–1962 – kapł. Franciszek Maria Anioł Miazga
- 1962–1986 – kapł. Antoni Maria Roman Nowak[2] (od 1983 biskup)
- 1986–1997 – kapł. Czesław Maria Zbigniew Nawara
- 1997–2015 – kapł. Jerzy Maria Wiesław Kowalczewski
- od 2015 – kapł. Tadeusz Maria Ładysław Ratajczyk

## Nabożeństwa
- Msze św. w niedziele o godz. 9.00, 11.30 (w I niedzielę miesiąca tylko jedna Msza Święta młodzieżowa o godzinie 10.00 połączona z adoracją Przenajświętszego Sakramentu)
- Adoracja miesięczna przypada na 12. dzień miesiąca
- Adoracja tygodniowa odprawiana jest w każdą środę
- Uroczystość parafialna przypada na 6 sierpnia – święto Przemienienia Pańskiego